# Urophora acompsa
Urophora acompsa är en tvåvingeart som först beskrevs av Friedrich Georg Hendel 1914.  Urophora acompsa ingår i släktet Urophora och familjen borrflugor.
Artens utbredningsområde är Peru. Inga underarter finns listade i Catalogue of Life.